# Seoul E-Land FC
El Seoul E-Land FC es un equipo de fútbol de Corea del Sur que juega en la K League 2, la segunda liga de fútbol más importante del país.

## Historia
Fue fundado el 14 de abril de 2014 en la capital Seúl como el segundo equipo de fútbol profesional de la capital solo después del FC Seoul y fue anunciado como un equipo de expansión de la K League 2 para la temporada 2015.
El club es propiedad de E-Land Group y se prevé un derbi de la capital con el FC Seoul en un futuro próximo, ya que el FC Seoul es del norte de la capital y el Seoul E-Land FC del sur.